# フォルトゥナート・デペーロ

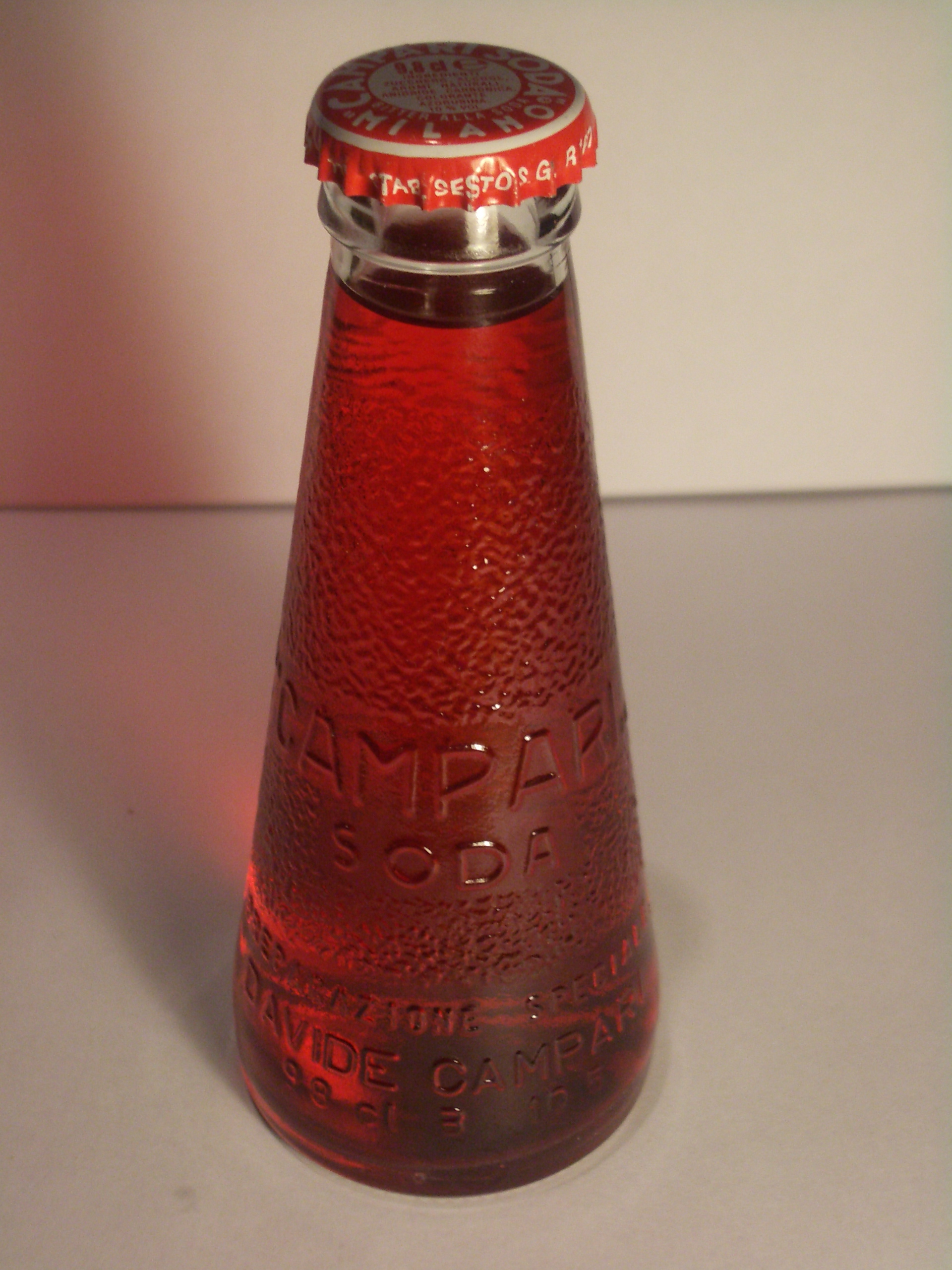
デペーロが1932年にデザインしたカンパリソーダのビン

フォルトゥナート・デペーロ（Fortunato Depero, 1892年3月30日 - 1960年11月29日）は、イタリア未来派の画家、デザイナー（コスチュームデザイン、グラフィックデザインなど）、彫刻家。
未来派の中心人物の1人であり、絵画（人物像を含む、カラフルな抽象絵画）にとどまらず、デザイン（絵画作品との境界がはっきりせず連続している）、舞台衣装、さらには、舞台作品（バレエなど）そのものまで制作した。

## 日本国内における関連する展覧会
- 『未来派 1909 - 1944』（セゾン美術館、東京新聞社、1992年）
- デペロの未来派芸術展（東京都庭園美術館、サントリーミュージアム<天保山>、2000年）